# 浜幸一郎
浜 幸一郎（はま こういちろう、1959年8月17日 - ）は、日本の俳優。金沢工業大学中退、円演劇研究所10期。夢工房に所属していた。
身長は172cm、体重は63kg。特技はキャベツの千切り。趣味はダンス、マラソン、二輪車の部品収集。

## 出演

### テレビドラマ

#### テレビ朝日
- 相棒
  - season4 第11話「汚れある悪戯」 - 5億円を運ぶ銀行員 役
  - season5 第10話「名探偵登場」 - マンション屋上管理人 役
  - season10 第14話「悪友」 - 不動産会社職員 役
- 土曜ワイド劇場
  - 弁天祐美子法律事務所
- 砦なき者
- スーパー戦隊シリーズ
  - 未来戦隊タイムレンジャー 第37話
  - 爆竜戦隊アバレンジャー 第11話 - 小松大輔
- 仮面ライダーキバ - 重役

#### TBS系列
- 世界の中心で、愛をさけぶ
- パパ・レンタル中

#### フジテレビ系列
- HERO
- 世にも奇妙な物語13番目の客
- 翼の折れた天使たちスロット
- 恋ノチカラ 第6話
- スタアの恋 第5話
- ハコイリムスメ!
- 土曜プレミアム 弁護士 灰島秀樹
- 絶対零度 第2話

#### 日本テレビ系列
- 未来創造堂
- 心ゆさぶれ!先輩ROCK YOU
- ダウンタウンのガキの使いやあらへんで!!
- ナースマン - 患者 役

#### テレビ東京系列
- ウルトラQ dark fantasy 第14話 - 運転手
- クリスマスイブ
- 心のつまみ
- ジュリー イン メリーゴランド

##### 女と愛とミステリー
- 古都奈良殺人ライン〜八木沢警部補の捜査

父は生きているの?娘の悲痛な叫びに13年前の1億円強奪事件の闇が動く!
- 捜査一課長・神崎省吾・椿の入れ墨をした女〜

幸福への最後の賭け 西伊豆温泉仲居が悪魔に過去を売った理由…完璧な殺人トリック

#### NHK
- 大河ドラマ 武蔵 MUSASHI
- ゲームの達人

### 映画
- HANA-BI - 銀行の客男4 役
- 風の外側
- 菊次郎の夏 - 旅の途中で出会う人達 役
- チキン・ハート
- 楳図かずお恐怖劇場『DEATH MAKE』
- 座頭市
- オーバードライヴ
- しゃったぁず・4 - 小川大作 役

#### Vシネマ
- 哭きの竜
- ブレイクアウト

### 舞台
- 少年隊ミュージカル MASK
- 翔舞アップルパイは殺しのサイン
- 木山事務所夏の夜の夢
- 劇団C-ランド運命のシナリオ
- にんじんボーンオヅ君が来た日 - 広田誠 役

### CM
- 宝酒造スーパー純
- ホンダ
- キンカン
- ハウス食品スープスパゲティ
- 大正製薬ゼナ
- 日興證券
- FED'EX
- 日本道路公団
- NTT四国
- NTTドコモ東北
- たかの友梨ビューティークリニック

#### 福島放送のみ
- ストロベリーコーンズ
- 穴吹工務店
- 紳士服セビオ
- デンコードー
- ホンダ
- カメラのタナカ